# 夢∞NITY
夢∞NITY（ドリームインフィニティ）は、日本の女性アイドルグループ。
2021年2月6日にデビューし、2023年2月27日に活動を終了した。略称は夢ニティ。

## 概要
- 髙乃 彩愛、石井 栞、後藤 楓の3人により2020年12月に結成され、2021年2月にデビューした。
- プロデューサーは元Party Rockets GTの堀尾 歩未が務めていたが、堀尾の出産に伴い髙乃がプロデューサーを引き継ぐことになった。
- 当初、リーダーは居ないとしていたが、髙乃がプロデューサーを兼任する事になったので実質的に髙乃がリーダーと言える。
- SNSなどでは略称の「夢ニティ」（ゆめにてぃ）が使われることが多い。
- コンセプト：アイドルのジャンルに限りはない、夢の限りまで頑張り続けるという意味を込めてコンセプトは決めないという新たな挑戦を試みるグループ。
- ロゴマークの「夢」の字の草冠が「叶」になっていて、これには「夢を叶える」という意味が込められている。

## メンバー
| 名前                  | 生年月日             | 血液型 | 出身地 | 身長  | カラー | 備考                                                                  |
| --------------------- | -------------------- | ------ | ------ | ----- | ------ | --------------------------------------------------------------------- |
| 髙乃 彩愛 たかの さえ | 1998年3月5日（27歳） | O型    | 千葉県 | 158cm | ピンク | プロデューサー兼任 加入前：Party Rockets GT、卒業後：コングラッチェ！ |
| 後藤 楓 ごとう かえで | 2001年6月3日（24歳） | A型    | 北海道 | 155cm | 黄色   |                                                                       |

### 旧メンバー
| 名前                  | 生年月日               | 血液型 | 出身地 | 身長  | カラー | 備考                                                                             |
| --------------------- | ---------------------- | ------ | ------ | ----- | ------ | -------------------------------------------------------------------------------- |
| 石井 栞 いしい しおり | 2002年12月13日（22歳） | B型    | 東京都 | 158cm | 紫     | 2022年7月卒業 加入前：からっと☆、Fullfull Pocket、卒業後：milk&honey、セツナソウ |

## 略歴

### 2020年
- 8月19日、堀尾Pが新規アイドルグループのメンバーオーディションを発表[1][2]。さえ（髙乃）の加入は決定していた。

- 12月24日、公式Twitterアカウントが開設され、グループ名[3]に続き、髙乃[4]、後藤[5]、石井[6]の順でメンバーが発表された。

### 2021年
- 2月6日、お披露目ライブ『夢∞NITY DEBUT LIVE』にてデビュー[7][8]。オリジナル全8曲を披露した[9]。
- 3月22日、公式YouTubeチャンネル「夢ニティ Official」を開設。
- 4月22日 - 6月10日、AbemaTVの配信ドラマ『ブラックシンデレラ』（全8回）に後藤が生徒役でレギュラー出演。
- 4月27日、SHOWROOM番組『夢∞NITYの8』スタート。
- 5月6日、公式ホームページ「Yumenity.net」開設。
- 6月27日、高橋由美子 30th Anniversary Live『令和だ！由美子だ！全員集合！～日本青年館で逢いましょう～』（2公演）に出演。夢∞NITYの3人はアンコール曲「Fight!」でバックダンサーを務めた[10]。
- 7月12日、堀尾Pより第一子出産の報告があり、それに伴い堀尾はプロデューサーを一度離れ、髙乃がプロデューサーを兼任することが発表された。
- 7月22日 - 10月3日、1stアルバム『はじまり』の発売記念イベントを各CD店舗[注釈 1]で開催。
- 8月6日、初のミュージックビデオ『キミノテ』を公開。
- 8月10日、メンバーの一人が新型コロナウイルスに感染した事を公式ツイッターで発表。当面リリースイベントなどの活動を自粛するとしたが、12日には他の2人もPCR検査で陽性が確認された事を報告。9月4日より活動が再開された。
- 8月14日 - 16日、後藤が被写体として参加した個展『インプット・アウトプット』（デザインフェスタギャラリー原宿WEST1-A）が開催。
- 9月28日、1stアルバム『はじまり』リリース。
- 11月20日、定期公演の第1回を開催。

### 2022年
- 3月3日、新衣装でのアーティスト写真を公開[11]。
- 3月12日 - 5月29日、1stシングルCD『We are 夢ニティ！』の発売記念イベントを各CD店舗[注釈 2]で開催。
- 3月21日、髙乃の生誕祭にParty Rockets GTの元メンバー（吉木悠佳、守永七彩、堀尾歩未）がゲストとして出演し、Party Rockets GTが一夜限りで再結成された。
- 5月23日、TBS『CDTV ライブ!ライブ!』において、Original Loveが『接吻』を歌唱した際「TikTokで話題のダンサーとコラボ」として夢∞NITYの三人がダンサーとして共演した。
- 5月24日、1stシングル『We are 夢ニティ！』リリース。
- 6月18日、『夢∞NITYのパン屋さん』と題して、大宮の ベーカリーキッチンALDE にて一日店長を務めた[12]。
- 6月25日、業務用通信カラオケ JOYSOUND にて『We are 夢ニティ！』が配信開始[13]。
- 7月29日、『石井栞 卒業ライブ』を最後に石井がグループを卒業、同月末日を以ってムービンオンユニットを退所[14]。それと同時にグループも活動休止に入った。
- 7月31日、髙乃が塩川莉世の生誕祭『SHUGAR BIRTHDAY LIVE 2022』（Spotify O-WEST）にゲスト参加。
- 8月6日、カラオケパセラにて『夢色シンフォニー』の本人出演カラオケビデオが配信開始[15]。
- 9月4日、BBQオフ会を開催。
- 10月29日、HALLOWEENオフ会を開催。
- 12月17日、少し早めのクリスマスミニディナーショー（オフ会）を開催。

### 2023年
- 1月23日、2月のライブを以って活動終了する事を発表[16]。
- 2月26日、『LAST LIVE』を開催し、2年間の活動に幕を下ろした。

## 作品

### アルバム
| # | 発売日        | タイトル | 収録曲 | 規格品番  |
| - | ------------- | -------- | --- | --------- |
| 1 | 2021年9月28日 | はじまり | 1. RUN! 2. 夢はINFINITY 3. キミはどうなの？ 4. カラフルーティーン 5. ガールズビーアンビシャス 6. KICK OFF! 7. 一歩ずつ~Step by Step~ 8. キミノテ | MVOU-0001 |

### シングル
| # | 発売日        | タイトル          | 収録曲                                   | 規格品番  |
| - | ------------- | ----------------- | ---------------------------------------- | --------- |
| 1 | 2022年5月24日 | We are 夢ニティ！ | 1. We are 夢ニティ！ 2. 夢色シンフォニー | MVOU-0002 |

### 楽曲一覧
| #  | 曲名                     | 作曲       | 作詞       | 編曲       | 初披露         | 備考               |
| -- | ------------------------ | ---------- | ---------- | ---------- | -------------- | ------------------ |
| 1  | RUN!                     | 鳴風       | 鳴風       | 鳴風       | 2021年2月6日   |                    |
| 2  | カラフルーティーン       | 鳴風       | 鳴風       | 鳴風       | 2021年2月6日   |                    |
| 3  | 夢はINFINITY             | 川根麻里亜 | 柿沼雅美   | 水島康貴   | 2021年2月6日   |                    |
| 4  | キミはどうなの？         | 川根麻里亜 | 柿沼雅美   | 水島康貴   | 2021年2月6日   |                    |
| 5  | ガールズビーアンビシャス | 鳴風       | 鳴風       | 鳴風       | 2021年2月6日   |                    |
| 6  | KICK OFF!                | 鈴木慎一郎 | 鈴木慎一郎 | SIN & ISAO | 2021年2月6日   |                    |
| 7  | 一歩ずつ~Step by Step~   | Te/ru      | 情野悠太   | Kln Hiroki | 2021年2月6日   |                    |
| 8  | キミノテ                 | 鳴風       | 鳴風       | 鳴風       | 2021年2月6日   | ミュージックビデオ |
| 9  | しゅわしゅわサマー       |            | 石井栞     |            | 2021年9月11日  | 振付：石井栞       |
| 10 | 雨空breaker              |            |            |            | 2021年11月20日 |                    |
| 11 | We are 夢ニティ！        | 徳田光希   | 徳田光希   | 徳田光希   | 2022年2月12日  |                    |
| 12 | 夢色シンフォニー         | Te/ru      | 情野悠太   | Kln Hiroki | 2022年2月12日  |                    |

## 出演

### 主催ライブ
| 公演日   | 公演名                                  | 会場                     | 備考 |        |
| 2021年   | 2021年                                  | 2021年                   | 2021年 | 2021年 |
| -------- | --------------------------------------- | ------------------------ | --- | ------ |
| 2月6日   | DEBUT LIVE（1部）                       | 品川インターシティホール | お披露目ライブ |        |
| 2月6日   | DEBUT LIVE（2部）                       | 品川インターシティホール | お披露目ライブ |        |
| 2月17日  | VALENTINE LIVE                          | Club Asia                | |        |
| 3月1日   | 髙乃彩愛 生誕祭                         | 大塚Deepa                | ※カバーコーナー『マリーゴールド』(あいみょん)→髙乃 『初恋サイダー』(Buono!)→髙乃 |        |
| 5月1日   | GWスペシャルLIVE                        | 大塚Deepa                | |        |
| 6月6日   | 後藤楓 生誕祭LIVE                       | 大塚Deepa                | ※カバーコーナー『First Love』(宇多田ヒカル)→後藤 『点描の唱』(Mrs. GREEN APPLE)→後藤&髙乃 ダンス→後藤&石井 |        |
| 7月7日   | 浴衣着ちゃうよ！七夕LIVE                | 青山RizM                 | 浴衣姿でライブおよび特典会 |        |
| 9月11日  | 単独公演～夏はまだまだ終わらない〜      | Space emo池袋            | 新衣装、及び新曲『しゅわしゅわサマー』初披露 |        |
| 10月24日 | HALLOWEEN LIVE～トリックオア夢ニティ～  | Space emo池袋            | 仮装：髙乃→かぼちゃ、石井→きつね巫女、後藤→赤ずきん |        |
| 11月20日 | 定期公演 Vol.1                          | Spece emo池袋            | 新曲『雨空breaker』初披露 |        |
| 12月11日 | 石井栞 生誕祭                           | Space emo池袋            | ※カバーコーナー『向かいあわせ』(aiko)→石井 『Fiesta! Fiesta!』(Juice=Juice)→夢∞NITY |        |
| 12月24日 | 定期公演 Vol.2〜クリスマスSP〜          | Space emo池袋            | ※カバーコーナー『ゲレンデがとけるほど恋したい』(広瀬香美)→石井 『クリスマスソング』(back number)→後藤 『今宵、ライブの下で』(ももいろクローバーZ)→髙乃 『サンタさん』(ももいろクローバーZ)→夢∞NITY |        |
| 2022年   |                                         |                          | |        |
| 1月15日  | 定期公演 Vol.3                          | Space emo池袋            | 書初め：髙乃「成長」、後藤「貫徹」、石井「継続」 |        |
| 2月12日  | 1st Anniversary ONEMANLIVE 〜Now Here〜 | 渋谷ストリームホール     | 新衣装、及び新曲『We are 夢ニティ！』と『夢色シンフォニー』を初披露 |        |
| 3月5日   | 定期公演 Vol.4                          | Space emo池袋            | 歌割りシャッフルで『一歩ずつ~Step by Step~』と『雨空breaker』を歌唱 |        |
| 3月21日  | TakanoSae BirthdayLIVE 2022             | CHIC HALL                | ゲスト：吉木悠佳、守永七彩、堀尾歩未、塩川莉世『Story』(AI)→髙乃 『Link Link』(ももいろクローバーZ)→夢∞NITY 『初恋サイダー』(Buono!)→塩川&髙乃 『キミノテ』→塩川&髙乃 『セツナソラ』(Party Rockets GT)→吉木&守永&堀尾&髙乃 『beyond』(Party Rockets GT)→吉木&守永&堀尾&髙乃 『Dream on, Dreamers』(Party Rockets GT)→吉木&守永&堀尾&髙乃 『弾丸ハイジャンプ』(Party Rockets GT)→吉木&守永&堀尾&夢∞NITY 『一歩ずつ~Step by Step~』→吉木&守永&堀尾&夢∞NITY |        |
| 4月23日  | 定期公演Vol.5                           | Space emo池袋            | |        |
| 6月5日   | 後藤楓BirthdayLive                      | 青山RizM                 | ※カバーコーナー『プロローグ』(Uru)→後藤 『踊』(Ado)→後藤 |        |
| 6月25日  | 定期公演Vol.6                           | Space emo池袋            | |        |
| 7月23日  | 定期公演Vol.7                           | Space emo池袋            | 来場者による楽曲投票の結果、1位『夢色シンフォニー』 |        |
| 7月29日  | 石井栞 卒業ライブ                       | CHIC HALL                | ゲスト：白岡今日花（Task have Fun）『ポニーテールとシュシュ』(AKB48)→石井&白岡 『桃色セツナ』(Fullfull Pocket)→石井 |        |
| 2023年   |                                         |                          | |        |
| 2月18日  | 2nd Anniversary LIVE                    | Space emo池袋            | 2人体制になって初のライブ |        |
| 2月26日  | LAST LIVE                               | GOTANDA G4               | 来場者による楽曲投票の結果、1位『キミノテ』 |        |

### 単独ライブ
| 公演日   | 公演名                                 | 会場                 | 備考                                               |        |
| 2021年   | 2021年                                 | 2021年               | 2021年                                             | 2021年 |
| -------- | -------------------------------------- | -------------------- | -------------------------------------------------- | ------ |
| 3月13日  | 東京アイドル劇場「夢∞NITY」公演（1部） | YMCA スペースYホール |                                                    |        |
| 3月13日  | 東京アイドル劇場「夢∞NITY」公演（2部） | YMCA スペースYホール | 特典会：セーラー服                                 |        |
| 3月27日  | 東京アイドル劇場「夢∞NITY」公演        | YMCA スペースYホール |                                                    |        |
| 4月24日  | 東京アイドル劇場「夢∞NITY」公演(1部)   | YMCA スペースYホール |                                                    |        |
| 4月24日  | 東京アイドル劇場「夢∞NITY」公演(2部)   | YMCA スペースYホール |                                                    |        |
| 5月8日   | 東京アイドル劇場「夢∞NITY」公演（1部） | YMCA スペースYホール |                                                    |        |
| 5月8日   | 東京アイドル劇場「夢∞NITY」公演（2部） | YMCA スペースYホール |                                                    |        |
| 6月5日   | 東京アイドル劇場「夢∞NITY」公演        | YMCA スペースYホール |                                                    |        |
| 7月18日  | 東京アイドル劇場「夢∞NITY」公演（1部） | YMCA スペースYホール |                                                    |        |
| 7月18日  | 東京アイドル劇場「夢∞NITY」公演（2部） | YMCA スペースYホール |                                                    |        |
| 8月14日  | 東京アイドル劇場「夢∞NITY」公演        | YMCA スペースYホール | メンバーに新型コロナの感染が確認された為、公演中止 |        |
| 9月23日  | 東京アイドル劇場mini「夢∞NITY」公演    | YMCA スペースYホール |                                                    |        |
| 10月3日  | 東京アイドル劇場「夢∞NITY」公演        | 高田馬場BSホール     |                                                    |        |
| 10月16日 | 東京アイドル劇場「夢∞NITY」公演        | YMCA スペースYホール |                                                    |        |
| 11月23日 | 東京アイドル劇場mini「夢∞NITY」公演    | 高田馬場BSホール     |                                                    |        |
| 2022年   |                                        |                      |                                                    |        |
| 2月5日   | 東京アイドル劇場「夢∞NITY」公演        | 高田馬場BSホール     |                                                    |        |
| 2月23日  | 東京アイドル劇場「夢∞NITY」公演        | YMCAスペースYホール  |                                                    |        |

### 対バン・その他
| 2021年   | 2021年                                                         | 2021年                                 | 2021年                                                   |
| 公演日   | 公演名                                                         | 会場                                   | 備考                                                     |
| -------- | -------------------------------------------------------------- | -------------------------------------- | -------------------------------------------------------- |
| 2月20日  | 東京前夜                                                       | 下北沢SHELTER                          |                                                          |
| 3月14日  | ライブはいいなぁ                                               | 東京キネマ倶楽部                       |                                                          |
| 4月3日   | 【ハレスタ-day1-】夢∞NITY インストアイベント                   | 池袋ハレスタ                           | 観覧フリー。ニコニコ生放送ハレスタチャンネルにて同時配信 |
| 4月10日  | MARQUEE祭りmini Vol.76                                         | 渋谷 TSUTAYA O-nest                    |                                                          |
| 4月18日  | 新アイドルイベント「I・N・G」                                  | Club asia                              |                                                          |
| 5月2日   | 新アイドルイベント「I・N・G」番外編                            | 渋谷キャメロット                       |                                                          |
| 5月3日   | キミ推しフェス～mini～vol.1                                    | 渋谷WOMB                               | 緊急事態宣言を受け開催中止                               |
| 5月4日   | ライブはいあなぁ vol.2                                         | duo MUSIC EXCHANGE                     | 緊急事態宣言を受け開催中止                               |
| 5月5日   | シロイロ                                                       | 高田馬場BSホール                       |                                                          |
| 5月9日   | MARQUEE祭mini Vol.77                                           | 渋谷TSUTAYA O-nest                     | 緊急事態宣言を受け開催中止                               |
| 5月9日   | 新アイドルイベント「I・N・G」                                  | 東京キネマ倶楽部                       |                                                          |
| 5月16日  | クロフェス2021（２日目）                                       | USEN STUDIO COAST                      |                                                          |
| 5月30日  | シロイロ                                                       | 恵比寿CreAto                           |                                                          |
| 6月10日  | MARQUEE祭 Vol.99                                               | TSUTAYA O-WEST                         |                                                          |
| 6月20日  | YATSUI FESTIVAL 2021 やついフェス2日目                         | （オンライン出演）                     | 無観客。夢∞NITY公式YouTubeチャンネルにてライブ配信       |
| 7月3日   | IDOL Treasure bottle LIVE 超拡大スペシャル                     | 新宿住友ホール                         |                                                          |
| 7月17日  | MARQUEE祭mini Vol.81                                           | TSUTAYA O-nest                         |                                                          |
| 7月22日  | ハツオン                                                       | 高田馬場BSホール                       |                                                          |
| 7月24日  | シロイロ                                                       | 恵比寿CreAto                           |                                                          |
| 9月20日  | IDOL Treasure bottle LIVE Vol.9 supported by ダイキサウンド    | バトゥール東京                         |                                                          |
| 10月23日 | ソノウチ -1st-                                                 | 新宿LOFT                               |                                                          |
| 10月30日 | 明治大学 生明祭                                                | （明治大学 生田キャンパス）            | 生明祭YouTubeチャンネルにて生配信                        |
| 11月21日 | ソノウチ                                                       | 恵比寿CreAto                           |                                                          |
| 11月27日 | ミュージックパーク -Girls&MusicTheater-                        | 横浜みなとみらいブロンテ               |                                                          |
| 12月12日 | 川崎純情Party☆vol.7〜先取りクリスマス編〜 2部                  | 川崎セルビアンナイト                   |                                                          |
| 12月25日 | 『超！A&G＋スペシャル』presents 超！クリスマスパーティーLIVE！ | 文化放送メディアプラスホール           |                                                          |
| 12月26日 | IDOL Treasure bottle LIVE VOL.14                               | 京王プラザホテル 本館 花               |                                                          |
| 12月30日 | IDOL Treasure bottle LIVE 年末特大スペシャル【DAY2】           | 京王プラザホテル 南館 エミネンスホール |                                                          |

| 2022年        | 2022年                                                      | 2022年                  | 2022年                     |
| 公演日        | 公演名                                                      | 会場                    | 備考                       |
| ------------- | ----------------------------------------------------------- | ----------------------- | -------------------------- |
| 1月3日        | Girl'sBomb!! 〜 さよならCOAST スペシャル！〜                | 新木場USEN STUDIO COAST |                            |
| 1月16日       | GIRLS ROCK NEO                                              | 渋谷deseo mini          |                            |
| 1月29日       | GALPO!LIVE SHOW Vol.6 第2部                                 | SEL OCTAGON TOKYO       | [ 21 ]                     |
| 2月20日       | IDOL Treasure bottle LIVE Vol.18 supported byダイキサウンド | BATUR TOKYO             |                            |
| 2月26日       | GALPO!LIVE SHOW Vol.7 第1部                                 | SEL OCTAGON TOKYO       | [ 22 ]                     |
| 3月27日       | GALPO!LIVE SHOW Vol.8 第2部                                 | SEL OCTAGON TOKYO       | [ 23 ]                     |
| 3月30日       | 小さな国ちゃんねる Special配信『ぷちわーるど』              | SMALL WORLDS TOKYO      | トークイベント＆ミニライブ |
| 4月3日        | ベスアワ～BEST HOUR～アイゲキPRESENTS                       | YMCA スペースYホール    |                            |
| 4月9日        | IDOL Treasure bottle LIVE vol.22                            | BATOR TOKYO             |                            |
| 4月23日       | IDOL’S THE PARTY #1                                         | 山野ホール              |                            |
| 5月1日        | ハツオン                                                    | BSホール                |                            |
| 5月3日 5月4日 | SHIZUOKA MUSIC GENIC2022                                    | LIVE ROXY SHIZUOKA      | 静岡遠征、2Days            |
| 5月5日        | IDOL Treasure bottle LIVE Vol.23                            | BATOR TOKYO             |                            |
| 5月7日        | IDOL Treasure bottle LIVE vol.24                            | 日本丸メモリアルパーク  |                            |
| 6月26日       | GALPO!LIVE SHOW vol.11                                      | SEL OCTAGON TOKYO       | [ 24 ]                     |
| 7月10日       | IDOL Treasure bottle LIVE vol.28                            | バトゥール東京          |                            |
| 7月10日       | 夢∞NITY & Snow☆Feliz 合同インストアイベント                 | タワーレコード池袋店    |                            |
| 7月18日       | 夢∞NITY インストアイベント                                  | タワーレコード新宿店    |                            |
| 7月18日       | 夢∞NITY & 唯美人形 合同インストアイベント                   | タワーレコード新宿店    |                            |
| 7月20日       | GALPO!LIVE SHOW vol.12                                      | 秋葉原P.A.R.M.S         | [ 25 ]                     |
| 7月24日       | 夢∞NITY インストアイベント                                  | MAGNET by SHIBUYA109    |                            |

### テレビ
- WithLIVE TV（2021年6月7日、千葉テレビ）

### ラジオ
- ラジオのアナ〜ラジアナ（2022年7月25日、FM NACK5） - 髙乃、後藤

### 配信イベント・配信ドラマ
- 渋谷LOFT9アイドル 倶楽部vol.19（2021年1月21日、ツイキャス / SHOWROOM）※石井のみ[26]
- MARQUEE presents 学力テスト「おバカワQueen」は誰だ？！（2021年3月2日、ミクチャ）※髙乃のみ
- MARQUEE誌面掲載オーディション第2弾（2021年3月3日 - 15日、ミクチャ）※3人が交代で個人配信、最終日のみ3人揃って配信[27]
- ABEMA SPECIAL オリジナルドラマ『ブラックシンデレラ』（2021年4月22日 - 6月10日、AbemaTV）※後藤のみ、クラスメイト（後藤楓）役
- 夢∞NITYの8（2021年4月27日 - 、SHOWROOM）※毎月、火曜日20時放送[注釈 4]
- MARQUEE presents 学力テスト「おバカワQueen」は誰だ？！（2021年6月3日、ミクチャ）※後藤のみ
- MARQUEE誌面掲載オーディション第3弾（2021年6月4日 - 15日、ミクチャ）※3人が交代で個人配信、最終日のみ3人揃って配信[28]
- GALPO!LIVE SHOW特別番組VOL.3 ゲーム大会（2022年4月19日、ニコニコ動画）※髙乃のみ[29]